# Sam Sarr (Herausgeber)
Samuel Osseh Sarr (* 8. Oktober 1950) ist ein gambischer Herausgeber und Politiker.

## Leben
| Parlamentswahl | Stimmen | Stimmanteil |
| -------------- | ------- | ----------- |
| 1987           | 185     | 6,32 %      |

Sarr erwarb einen Abschluss in Mathematik und Physik und unterrichtete beide Fächer an der Gambia High School in Banjul. Eine Zeit lang unterrichtete er auch den späteren gambischen Präsidenten Yahya Jammeh in Naturwissenschaften. Als Mitglied der 1972 gegründeten Kwame Nkrumah Memorial Foundation engagierte er sich erstmals in der Politik. Nach deren Auflösung war er einer der Anführer der The People’s Movement for Independence against Neo-Colonialism and Capitalism in The Gambia. Er wurde im Oktober 1983 verhaftet und wegen Mitgliedschaft in einer illegalen Vereinigung angeklagt, die Anklage wurde jedoch im April 1984 fallen gelassen.
Bei den Parlamentswahlen im März 1987 wagte sich Sarr als Kandidat der People’s Democratic Organisation for Independence and Socialism (PDOIS) als Politiker. Im Wahlkreis Banjul Central erreichte er 6,32 % der Stimmen hinter Ebrima A. B. N’Jie (PPP), Kebba W. Foon (UP/NCP) und Femi Peters (GPP). Im August 1987 wurde Sarr, der ein Diplom in Journalismus hat, zum Sekretär des Informationsbüros der PDOIS gewählt und wurde außerdem Herausgeber und Chefredakteur der Parteizeitung Foroyaa.
Im Juni 2009 war Sarr einer von sechs Journalisten (darunter drei Mitglieder des Exekutivkomitees der Gambia Press Union), die wegen Verleumdung und aufrührerischer Veröffentlichung angeklagt wurden, weil sie die jüngsten öffentlichen Äußerungen von Präsident Jammeh zum Tod von Deyda Hydara kritisiert hatten. Sie wurden zu vier Jahren Gefängnis verurteilt, aber im August 2009 begnadigt und freigelassen.
Anfang November 2018, kurz nach der Gründung des Zeitungsverlegerverbandes, wurde er Sarr zum Präsidenten der Newspaper Publishers Association of The Gambia (NePA) gewählt.

## Familie
Er ist mit der Politikerin, Journalistin und Frauenrechtlerin Amie Sillah verheiratet.